# Synagoga v Přerově
Synagoga v Přerově je bývalá synagoga v Přerově, městě ve stejnojmenném okrese. Nachází se v historickém centru města, na rozhraní Wilsonovy ulice a Žerotínova náměstí. Od roku 1953 ji využívá pravoslavná církev jakožto chrám svatého Cyrila a Metoděje. Od roku 1997 je budova chráněnou kulturní památkou.

## Historie
Existují záznamy o tom, že Židé v Přerově žili nejpozději od 15. století. Již v 16. století zde stála modlitebna, kolem roku 1830 byla však zničena požárem. Kolem roku 1860 byla postavena zděná synagoga, kterou však o osm let později částečně opět poničil požár. Objekt pak v roce 1898 v secesním slohu restauroval přerovský rakousko-židovský architekt Jakob Gartner.
Následkem tragických událostí druhé světové války a holokaustu pak došlo k razantnímu zmenšení zdejší židovské obce a synagoga, ačkoliv přečkala německou okupaci a vyvraždění většiny členů přerovské židovské komunity jakožto shromažďovací místo, po válce již nikdy nebyla obnovena.
Objekt byl proto prodán pravoslavné církevní obci v Přerově, která se vydělila z Církve československé a měla do té doby nejbližší chrám v Chudobíně. Následně vznikl pravoslavný chrám ve Štěpánově. Na začátku 30. let dostali propůjčen kostel německých evangelíků u přerovského nádraží. Po druhé světové válce  V roce 1953 vysvěcen na pravoslavný chrám sv. Cyrila a Metoděje.
Roku 1997 byla stavba zařazena pod památkovou ochranu. V roce 2002 byla pak dokončena její rozsáhlá rekonstrukce.

## Architektura

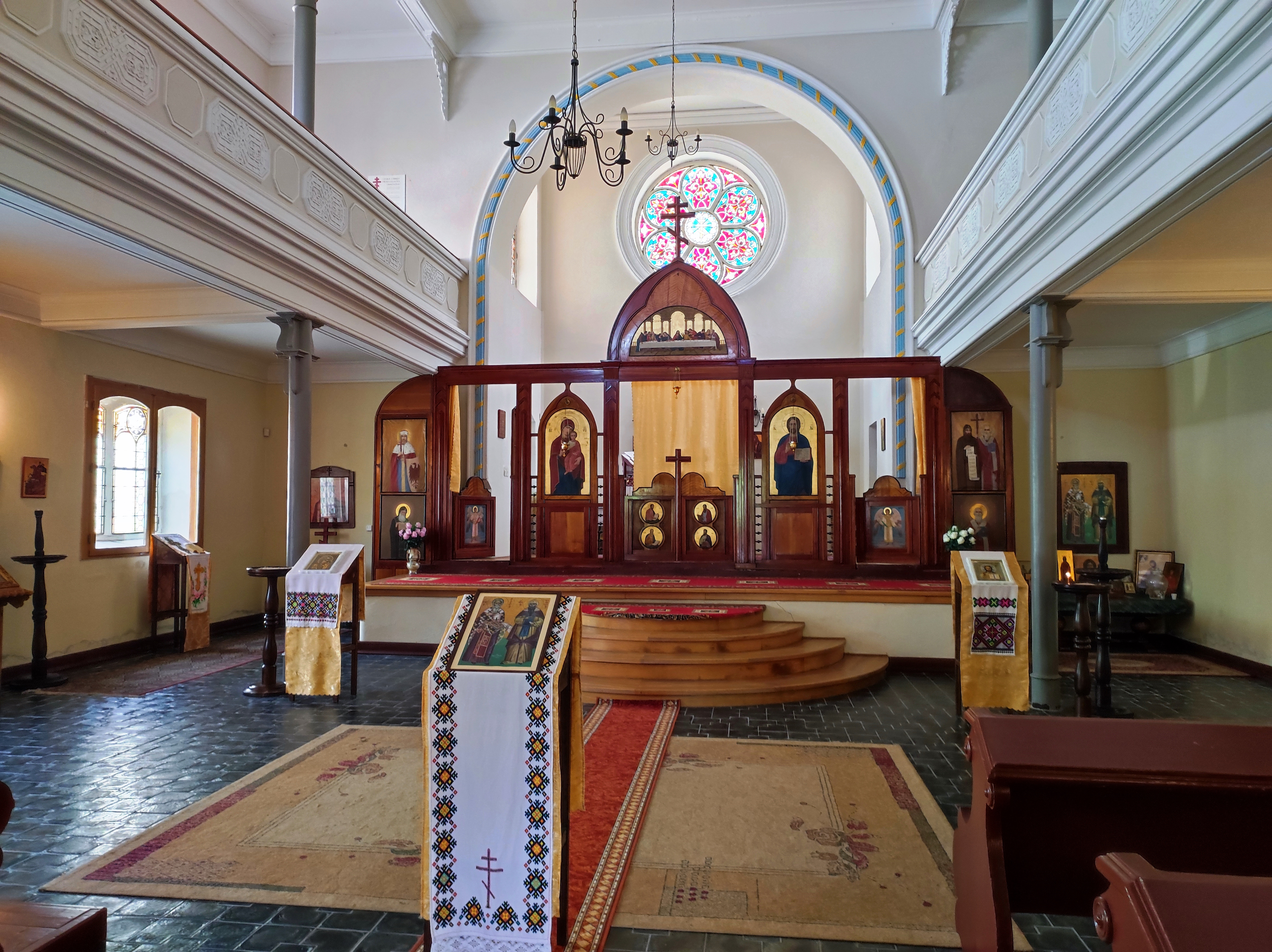
Vnitřní pohled na kostel

Ceremoniální prostor ze tří stran obepíná dochovaná dámská galerie. Nesou ji litinové sloupy, které sahají až ke stropu.
Při přestavbě na kostel byly z centrálního štítu odstraněny desky s přikázáním, stejně jako svatyně Tóry a bima, a nahrazeny oltářem s ikonami. 